# 切萨雷·米拉尼
切萨雷·米拉尼（義大利語：Cesare Milani，1905年1月4日—1956年6月21日），意大利男子赛艇运动员。他曾代表意大利参加1928年、1932年和1936年夏季奥林匹克运动会赛艇比赛，获得两枚八人单桨有舵手银牌。